# Il vampiro (opera)
Der Vampyr, in italiano Il vampiro, è un'opera romantica in due atti di Heinrich Marschner su libretto di Wilhelm August Wohlbrück, ispiratosi a due romanzi: Der Vampir oder die Totenbraut di Heinrich Ludwig Ritter, e The Vampyre di John Polidori. L'opera debuttò il 29 marzo 1828 a Lipsia. 

L'opera, un tempo l'emblema del melodramma romantico, fu trascurata, fino a quando non fu rivisitata nel XX secolo; nel 1992 la BBC ne trasse spunto per una soap-opera, The Vampyre. Nel 2008 ha aperto la Stagione Lirica al Teatro Comunale di Bologna, per la regia di Pier Luigi Pizzi, con protagonista Carmela Remigio.

## Trama

### Atto I
In una grotta, durante il sabba, il Signore dei Vampiri appare a lord Ruthven a comunicargli che deve sacrificargli tre vittime, tutte e tre ancora da sposare, altrimenti sarebbe morto nel giro di 24 ore. Ruthven allora decide di mettersi subito all'opera, e si incontra con la bella Janthe, che frequentava da un po' di tempo. Janthe è figlia di Sir Berkley, ed ha abbandonato la casa prima delle sue nozze, sedotta dal misterioso Ruthven. I due si allontanano nella foresta, ed entrano Sir Berkley con dei cacciatori a cercare la figlia. Si sente un grido provenire da una grotta: i cacciatori vi entrano e trovano Janthe, morta dissanguata per il morso al collo del vampiro. Berkley riesce a ferire gravemente il vampiro, ma Ruthven si dilegua nella foresta, curandosi grazie alla luce della luna. Ma viene così scoperto da Edgar, un suo amico. Ruthven impone ad Edgar di non dire a nessuno ciò che ha visto. 

Il giorno dopo Edgar si presenta al castello dei Davenaut, dove la giovane Malwina, di lui innamorata, lo attende con ansia. I due sperano di sposarsi, ma il padre, sir Davenaut, comunica loro che prima della notte Malwina sposerà un certo conte Marsden. Edgar scopre con orrore che il conte è Ruthven sotto mentite spoglie, ma per paura non dice nulla. Malwina ed Edgar sono disperati; Ruthven si sente già soddisfatto, ma deve cercare ancora una terza ragazza.

### Atto II
Nel villaggio vicino si stanno per celebrare le nozze tra Emmy e George Dibdin, un servo di casa Davenaut. Il villaggio è sconvolto dalla notizia della morte di Janthe, e così pure Emmy. Al matrimonio si presenta Ruthven che si conquista la simpatia dell'ingenua Emmy lusingandola: George è furibondo. Edgar arriva ed intima a Ruthven di lasciar stare Malwina, o dirà tutto. Ruthven, irato, gli dice che è stato per colpa di un giuramento rotto che lui si è trasformato in vampiro, ed Edgar è indeciso se salvare se stesso o Malwina. Intanto Ruthven ha già sedotto Emmy, e la convince a fuggire con lui. Alcuni paesani ubriachi, successivamente, incontrano George, impazzito, dopo aver visto la moglie uccisa e dopo aver sparato al "bel gentiluomo": nel delirio racconta che Ruthven, dopo essere stato colpito, si è esposto alla luce della luna ed è guarito subito.

Ruthven subito dopo si presenta da Davenaut, e gli intima di celebrare le nozze; ma il padre è commosso dall'amore tra Malwina ed Edgar, che gli chiedono di ritardare un solo giorno le nozze. Ruthven non vuole sentire storie, e intima la cerimonia. Edgar, allora, grida a tutti quanti la vera identità di Ruthven. Un fulmine piomba sul vampiro e lo uccide, tra lo sgomento di tutti quanti. Sir Davenaut è costernato, ma si affretta a stringere il matrimonio tra la figlia e Edgar. L'opera si conclude nel giubilo universale.